# Théâtre du Capitole de Toulouse
Il Théâtre du Capitole de Toulouse è un teatro dell'opera situato all'interno dei principali edifici amministrativi, il Campidoglio, della città di Tolosa, nel sud-ovest della Francia. Ospita una compagnia d'opera, una compagnia di balletto e un'orchestra sinfonica, l'Orchestre national du Capitole de Toulouse.

## Storia
Il primo luogo per spettacoli, una salle du jeu de spectacle, era stato creato nell'edificio nel 1736 da Guillaume Cammas. Dopo un periodo di abbandono il luogo attuale fu creato durante la ricostruzione del 1818. Il teatro subì danni da fuoco nel 1917, ma fu restaurato nel 1923. La parte anteriore delle aree abitative fu modernizzata nel 1996. L'attuale capacità è di 1156 posti.
Michel Plasson è stato responsabile della direzione artistica della compagnia dal 1973. È stato seguito da Jacques Doucet nel 1981, da Nicolas Joel nel 1991 e da Frédéric Chambert nel 2009, dopo il trasferimento di Joel all'Opéra national de Paris. La prima stagione di Chambert fu contrassegnata dall'uso di spazi alternativi mentre il teatro veniva rinnovato e il teatro fu riaperto per l'inizio della stagione 2010-11.
La compagnia d'opera è membro della Réunion des Opéras de France.

## Direttori musicali
- Michel Plasson 1973
- Jacques Doucet 1981
- Nicolas Joel 1991
- Frédéric Chambert 2009